# Helena Vildová
Helena Vildová (* 19. März 1972) ist eine ehemalige tschechische Tennisspielerin.

## Karriere
Mit neun Jahren begann Vildová Tennis zu spielen und das am liebsten auf Teppichbelägen. Auf der WTA Tour gewann sie vier Doppeltitel und auf dem ITF Women’s Circuit gewann sie insgesamt zwei Einzel- und 16 Doppeltitel.
Für die tschechische Fed-Cup-Mannschaft bestritt sie 1999 ein Partien im Doppel, die sie verlor.

## Turniersiege

### Einzel
| Nr. | Datum         | Turnier    | Kategorie   | Belag           | Finalgegnerin     | Ergebnis      |
| --- | ------------- | ---------- | ----------- | --------------- | ----------------- | ------------- |
| 1.  | Dezember 1990 | Pécs       | ITF $10.000 | Sand            | Klára Bláhová     | 6:2, 6:3      |
| 2.  | Oktober 1996  | Langenthal | ITF $10.000 | Teppich (Halle) | Kerstin Taube     | 6:3, 3:6, 6:1 |
| 3.  | Oktober 1997  | Langenthal | ITF $10.000 | Teppich (Halle) | Gabriela Kučerová | 6:3, 6:2      |

### Doppel
| Nr. | Datum          | Turnier          | Kategorie    | Belag             | Partnerin             | Finalgegnerinnen                            | Ergebnis       |
| --- | -------------- | ---------------- | ------------ | ----------------- | --------------------- | ------------------------------------------- | -------------- |
| 1.  | April 1990     | Sutton           | ITF $10.000  | Sand              | Radka Bobková         | Lisa Keller Robyn Mawdsley                  | 7:68, 6:3      |
| 2.  | September 1990 | Neapel           | ITF $10.000  | Hartplatz         | Lucie Ludvigová       | Marta Alastrue Patricia Miller              | 3:6, 6:1, 6:0  |
| 3.  | September 1990 | Neapel           | ITF $10.000  | Sand              | Lucie Ludvigová       | Klára Bláhová Natalie Tschan                | 6:3, 6:2       |
| 4.  | Mai 1991       | Katowice         | ITF $25.000  | Sand              | Magdalena Feistel     | Ivana Jankovská Eva Melicharová             | 6:4, 6:79, 6:0 |
| 5.  | September 1993 | Makarska         | ITF $25.000  | Sand              | Aleksandra Olsza      | Ivona Horvat Tina Vukasović                 | 6:0, 6:75, 6:3 |
| 6.  | Januar 1994    | Helsinki         | ITF $10.000  | Teppich (Halle)   | Radka Suraková        | Linda Jansson Katrina Saarinen              | 7:5, 6:3       |
| 7.  | Februar 1994   | Coburg           | ITF $25.000  | Teppich (Halle)   | Katarzyna Teodorowicz | Ivana Jankovská Eva Melicharová             | 6:2, 7:65      |
| 8.  | Mai 1994       | Budapest         | ITF $25.000  | Sand              | Eva Melicharová       | Virág Csurgó Andrea Temesvári               | 6:2, 6:4       |
| 9.  | August 1994    | München          | ITF $25.000  | Sand              | Carin Bakkum          | Silvia Ramón-Cortés Cristina Torresn Valero | 7:64, 6:0      |
| 10. | Oktober 1994   | Poitiers         | ITF $25.000  | Hartplatz (Halle) | Ludmila Richterová    | Tatjana Ječmenica Swetlana Kriwentschewa    | 7:6, 6:1       |
| 11. | April 1995     | Budapest         | ITF $75.000  | Sand              | Eva Melicharová       | Alexandra Fusai Kristin Godridge            | 6:3, 6:4       |
| 12. | Mai 1995       | Bordeaux         | ITF $25.000  | Sand              | Seda Noorlander       | Erika de Lone Nicole Pratt                  | 6:3, 6:1       |
| 13. | November 1995  | Bad Gögging      | ITF $25.000  | Teppich (Halle)   | Eva Melicharová       | Jana Macurová Olga Vymetálková              | 7:5, 6:3       |
| 14. | Dezember 1995  | Limoges          | ITF $50.000  | Hartplatz (Halle) | Eva Melicharová       | Eva Martincová Elena Pampoulova             | 6:3, 0:6, 6:4  |
| 15. | März 1996      | Prostějov        | ITF $50.000  | Teppich (Halle)   | Denisa Chládková      | Swetlana Kriwentschewa Olha Luhyna          | 7:65, 4:6, 7:5 |
| 16. | Mai 1996       | Novi Sad         | ITF $25.000  | Sand              | Seda Noorlander       | Miriam D’Agostini Larissa Schaerer          | 4:6, 6:1, 6:1  |
| 17. | August 1996    | Sopot            | ITF $75.000  | Sand              | Lenka Němečková       | Kirsten Freye Silke Meier                   | 6:0, 6:0       |
| 18. | August 1996    | Athen            | ITF $25.000  | Sand              | Cătălina Cristea      | Virginie Massart Emanuela Zardo             | 6:2, 6:4       |
| 19. | Oktober 1996   | Langenthal       | ITF $10.000  | Teppich (Halle)   | Alina Schidkowa       | Caecilia Charbonnier Andrea Schwarz         | 6:4, 6:4       |
| 20. | November 1996  | Stockholm        | ITF $25.000  | Hartplatz (Halle) | Sandra Kleinová       | Nanne Dahlman Maria Strandlund              | 7:5, 6:4       |
| 21. | Juni 1997      | ’s-Hertogenbosch | WTA Tier III | Rasen             | Eva Melicharová       | Karina Habšudová Florencia Labat            | 6:3, 7:6       |
| 22. | August 1997    | Maria Lankowitz  | WTA Tier IV  | Sand              | Eva Melicharová       | Radka Bobková Wiltrud Probst                | 6:2, 6:2       |
| 23. | Oktober 1997   | Langenthal       | ITF $10.000  | Teppich (Halle)   | Magdalena Kučerová    | Diane Asensio Angela Bürgis                 | 7:5, 6:4       |
| 24. | April 1998     | Dubrovnik        | ITF $10.000  | Sand              | Eva Melicharová       | Blanka Kumbárová Michaela Paštiková         | 5:7, 6:4, 6:4  |
| 25. | August 1998    | Sopot            | WTA Tier IV  | Sand              | Květa Hrdličková      | Åsa Carlsson Seda Noorlander                | 6:3, 6:2       |
| 26. | Dezember 1998  | Bad Gögging      | ITF $50.000  | Teppich (Halle)   | Květa Hrdličková      | Anca Barna Adriana Barna                    | 6:4, 6:3       |
| 27. | Dezember 1998  | Průhonice        | ITF $25.000  | Teppich (Halle)   | Eva Melicharová       | Ľudmila Cervanová Magdalena Kučerová        | 4:6, 6:3, 6:4  |
| 28. | Dezember 1999  | Průhonice        | ITF $25.000  | Hartplatz (Halle) | Martina Suchá         | Nadseja Astrouskaja Tazzjana Putschak       | 6:3, 2:6, 6:2  |
| 29. | Januar 2000    | Båstad           | ITF $10.000  | Hartplatz (Halle) | Magdalena Zděnovcová  | Frida Engblom Erika Ohlsson                 | 6:4, 6:2       |
| 30. | September 2000 | Pilsen           | ITF $25.000  | Sand              | Eva Krejčová          | Gabriela Navrátilová Alena Vašková          | 5:3, 4:1, 4:2  |
| 31. | Januar 2001    | Båstad           | ITF $10.000  | Hartplatz (Halle) | Blanka Kumbárová      | Lenka Cenková Adriana Jerabek               | 6:1, 6:3       |